# Tête des Châtelards
Tête des Châtelards är en bergstopp i Schweiz. Den ligger i distriktet Riviera-Pays-d'Enhaut och kantonen Vaud, i den sydvästra delen av landet, 60 km sydväst om huvudstaden Bern. Toppen på Tête des Châtelards är 1 821 meter över havet.